# Velimir Božikov
Velimir (Veljko) Božikov (Murter, 10. rujna 1947.), hrvatski liječnik internist, subspecijalist endokrinolog i dijabetolog, redoviti profesor Medicinskoga fakulteta u Zagrebu, hrvatski proljećar

## Životopis
Rođen 1947. god. u Murteru. U Zadru završio osnovnu školu i gimnaziju. 
Sudionik Hrvatskog proljeća. S nekolicinom murterskih studenata iz 1971. namjeravao osnovati ogranak Matice hrvatske. Pripreme za osnivanje prekinuli su poznati protuhrvatski događaji s porukama početkom prosinca 1971. upućeni iz Karađorđeva od tadašnje komunističke partijske vlasti. Na skupštini Saveza studenata Zagreba 4. travnja 1971. izabrano je novo studentsko vodstvo na čelu s Draženom Budišom. Za tajnika je bio izabran Ferdo Bušić. Taj je događaj odjeknuo širom Hrvatske i Jugoslavije. Studentsko gibanje i organizirano političko djelovanje proželo je cijelu Hrvatsku. Uslijedio je val nasilnih političkih i policijskih udara, uhićenja i suđenja u atmosferi očekivanja strašnih višegodišnjih kazni i teške robije. Optuženi su bili Dražen Budiša, Ivan Zvonimir Čičak, Ante Paradžik i Goran Dodig. U drugoj skupini optuženih zagrebačkih studenata bili su Stjepan Sučić, Veljko Božikov, Ferdo Bušić, Krešimir Martinec, Davorin Pamić, Rene Hollos i Krešimir Ganza. Optuženi su po članku 100. Krivičnog zakonika kao kontrarevolucionari koji napadaju državno i društveno uređenje.
Diplomirao 1974. godine diplomirao na Medicinskom fakultetu u Zagrebu. Magistrirao 1979. godine radom Utjecaj egzogenog somatostatina na sekreciju endogenih hormona gušterače, hormona rasta i nekih metaboličkih parametara u zdravih ispitanika i novootkrivenih ispitanika sa šećernom bolešću. Godine 1985. položio specijalistički ispit iz interne medicine. 1988. god. dobiva naslov endokrinologa. Od 1991. na Medicinskom fakultetu u Zagrebu. Predaje internu medicinu. U Zagrebu na Farmaceutsko-biokemijskom fakultetu predaje predmet Klinička farmacija od 1998. godine.
Želja murterskih studenata o osnivanju ogranka Matice hrvatske ostvarena je znatno kasnije, 27. lipnja 2003. godine, iz trećeg pokušaja. Među sudionicima događaja bio je i budući potpredsjednik MH Stjepan Sučić, koji je kao i Božikov, osuđen 1971. za sudjelovanje u nacionalnom buđenju tog doba. Ogranak je osnovan zahvaljujući dvadesetorici inicijatora koje je okupio pjesnik i istaknuti domoljubni aktivist pok. Ivan Skračić-Bodul, 1991. povratnik iz Australije.
Doktorirao kod mentora Krešimira Pavelića 1981. godine na tezi  Protivtumorski učinak somatostatina.
Bio je ravnatelj KB Dubrava. Član liječničkog konzilija koji je liječio teško bolesnog hrvatskog predsjednika dr Franju Tuđmana. Pročelnik Zavoda za endokrinologiju, dijabetes i bolesti metabolizma. Predstojnik Klinike za unutarnje bolesti u KB Dubrava.
Bio član Upravnog vijeća Hrvatskog zavoda za javno zdravstvo.
Supruga profesorica na Medicinskom fakultetu u Zagrebu Jadranka Božikov.

## Priznanja
Odlikovan Spomenicom domovinske zahvalnosti 1998. za časnu i uzornu službu.

## Vanjske poveznice
- WorldCat Identities
- WorldCat Radovi
- Pollitika.com  Arhivirana inačica izvorne stranice od 29. kolovoza 2012. (Wayback Machine) Ivan Cerovac: Masovni pokret u Hrvatskoj 1971. godine, 16. srpnja 2007.
- KB Dubrava